# Dasybasis brethesi
Dasybasis brethesi är en tvåvingeart som beskrevs av Coscaron och Philip 1967. Dasybasis brethesi ingår i släktet Dasybasis och familjen bromsar. Inga underarter finns listade i Catalogue of Life.